# Universitat London South Bank
La Universitat London South Bank (LSBU) és una universitat pública a Elephant and Castle, Londres. Té la seu al districte londinenc de Southwark, prop de la riba sud del Tàmesi, d'on pren el seu nom. Fundada el 1892 com a Institut Politècnic del municipi, va assolir l'estatus d'universitat el 1992. en virtut de la Llei d'educació superior i superior de 1992.
El setembre de 2003, la universitat va patir el seu canvi de nom més recent per convertir-se en la London South Bank University (LSBU) i des de llavors ha obert diversos centres nous, com ara l'Escola de Salut i Atenció Social, el Centre d'Energia Eficient i Renovable en Edificis (CEREB). un nou centre d'estudiants, un centre d'empreses i un nou centre de mitjans Elephant Studios. La universitat té 16,840 estudiants i 1.700 treballadors.
El 2016 va ser nomenada Universitat Emprenedora de l'Any als Times Higher Education. Al Teaching Excellence Framework inaugural de 2017, la London South Bank University va rebre una qualificació de Plata.